# Buyu jezik
Buyu jezik (ISO 639-3: byi; bujwe, buyi, kibuyu), nigersko-kongoanski jezik s jezera Tanganyika u graničnom području provincija Sud-Kivu i Katanga, Demokratska Republika Kongo.
Buyu zajedno sa značajnijim jezikom bembe [bmb] čini centralnobantuansku podskupinu Bembe (D.50) u zoni D. Govori ga 10 000 ljudi (2002).

## Vanjske poveznice
- Ethnologue (14th)
- Ethnologue (15th)